# سوگواره
سوگواره، سوگنامه یا مرثیه شعر یا سخنی است که در سوگواری خوانده می‌شود و در آن با یاد از محاسن یک درگذشته و با به تصویر کشیدن تیره‌روزی و نگون‌بختی و شرح ماتم و اندوه بازماندگان در مخاطب ترحم و همدلی یا ترس ایجاد می‌کنند.
در زبان و ادبیات انگلیسی سوگواره یا elegy یک شعر جدی است که به‌طور معمول واکنشی از ضجه و زاری برای مردگان است.

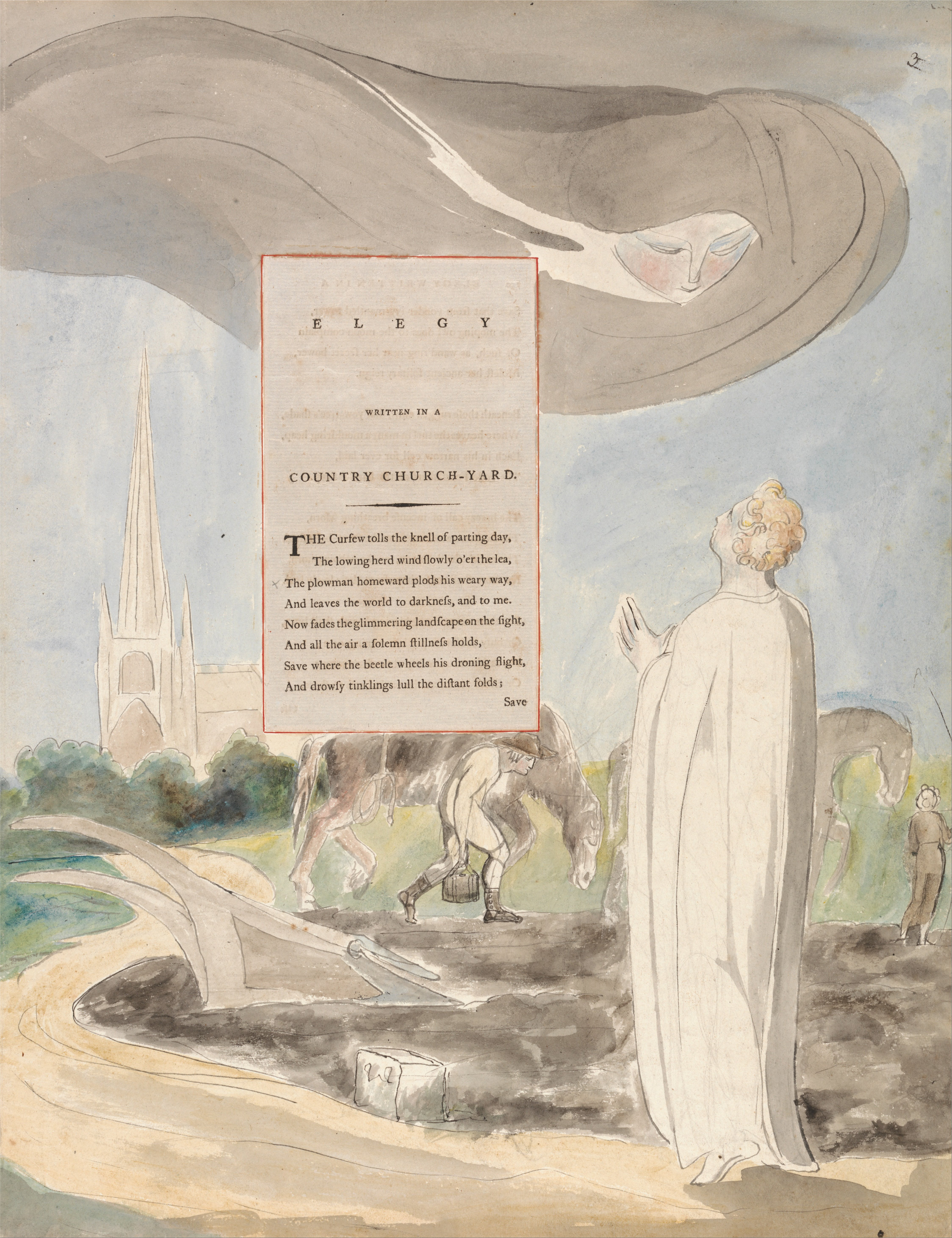
سوگواره نوشته شده در حومه حیاط یک کلیسا. نقاشی اثر ویلیام بلیک.